# La Plagne Tarentaise
La Plagne Tarentaise község Franciaország Auvergne-Rhône-Alpes régiójában, Savoie megyében. Új községként 2016. január 1-jén jött létre Bellentre, La Côte-d’Aime, Mâcot-la-Plagne és Valezan község egyesítésével, melyek az új községen belül delegált község státusszal rendelkeznek. A korábbi községek egyesülésekor az új község lélekszáma 3964 fő lett. Lakosainak száma 3825 fő (2022. január 1.).

## Népesség
| Lakosok száma | 3638 | 3705 | 3766 | 3828 | 3814 | 3825 |
|               | 2017 | 2018 | 2019 | 2020 | 2021 | 2022 |